# ليونتين توادير
ليونتين تودر (بالإنجليزية: Leontin Toader) (مواليد 20 مايو 1964) هو لاعب كرة قدم روماني محترف سابق يشغل حاليًا منصب مدرب حراس المرمى للمنتخب الروماني.